# Palau de Snēpele
El Palau de Snēpele (en letó: Snēpeles muižas pils) és un palau de la històrica regió de Curlàndia, al municipi de Kuldīga a l'oest de Letònia.

## Història
L'edifici va ser construït a començaments del segle xix com un pavelló de caça senyorial amb dos apartaments d'una habitació per a hostes al segon pis. L'edifici ha allotjat l'escola primària Snēpele des de 1924.